# Tanytarsus unagiseptimus
Tanytarsus unagiseptimus är en tvåvingeart som beskrevs av Sasa 1985. Tanytarsus unagiseptimus ingår i släktet Tanytarsus och familjen fjädermyggor. Inga underarter finns listade i Catalogue of Life.